# Напрудная башня
Напрудная (Софьина) башня — одна из башен стены Новодевичьего монастыря. В составе ансамбля монастыря входит в число памятников архитектуры и объектов Всемирного наследия ЮНЕСКО. Это угловая круглая башня (одна из четырёх башен такого же типа), расположенная в северо-западном углу стены Новодевичьего монастыря. Названа по своему расположению вблизи прудов. 
Основные здания Новодевичьего монастыря, в том числе стена и все башни, были построены в конце XVII века, при царевне Софье. В XXI веке сложилось поверье о чудодейственной силе башни. Согласно этому, в башне якобы была заточена царевна Софья (хотя на самом деле она проживала в близлежащих палатах), после чего её энергия пропитала каменные стены, теперь обладающие сверхъестественной силой. Эта легенда появилась после показа в одной из телепередач о чудодейственной силе башни. В результате снаружи башенная стена вся исписана мольбами о помощи, обращёнными к духу царевны Софьи. Также многие посетители прижимают ладони к камням башни, при этом глубоко сосредоточившись на своём желании. В образовавшиеся в каменной кладке щели закладываются записки с просьбами о благополучии, здоровье, любви.